# 第29諸兵科連合軍 (ロシア陸軍)
第29親衛諸兵科連合軍（だい29しんえいしょへいかれんごうぐん、ロシア語: 29-я общевойсковая армия）は、ロシア陸軍の軍。東部軍管区隷下。

## 概要

### 第二次世界大戦
1941年7月12日、第二次世界大戦の影響に伴い、赤軍第30狙撃軍団を基幹に第29軍としてロシア・ソビエト連邦社会主義共和国で創設された。
1941年7月から、独ソ戦に投入され、戦時中の1943年2月に解隊された。同軍司令部に基づいて第1戦車軍が編成された。

### 冷戦期

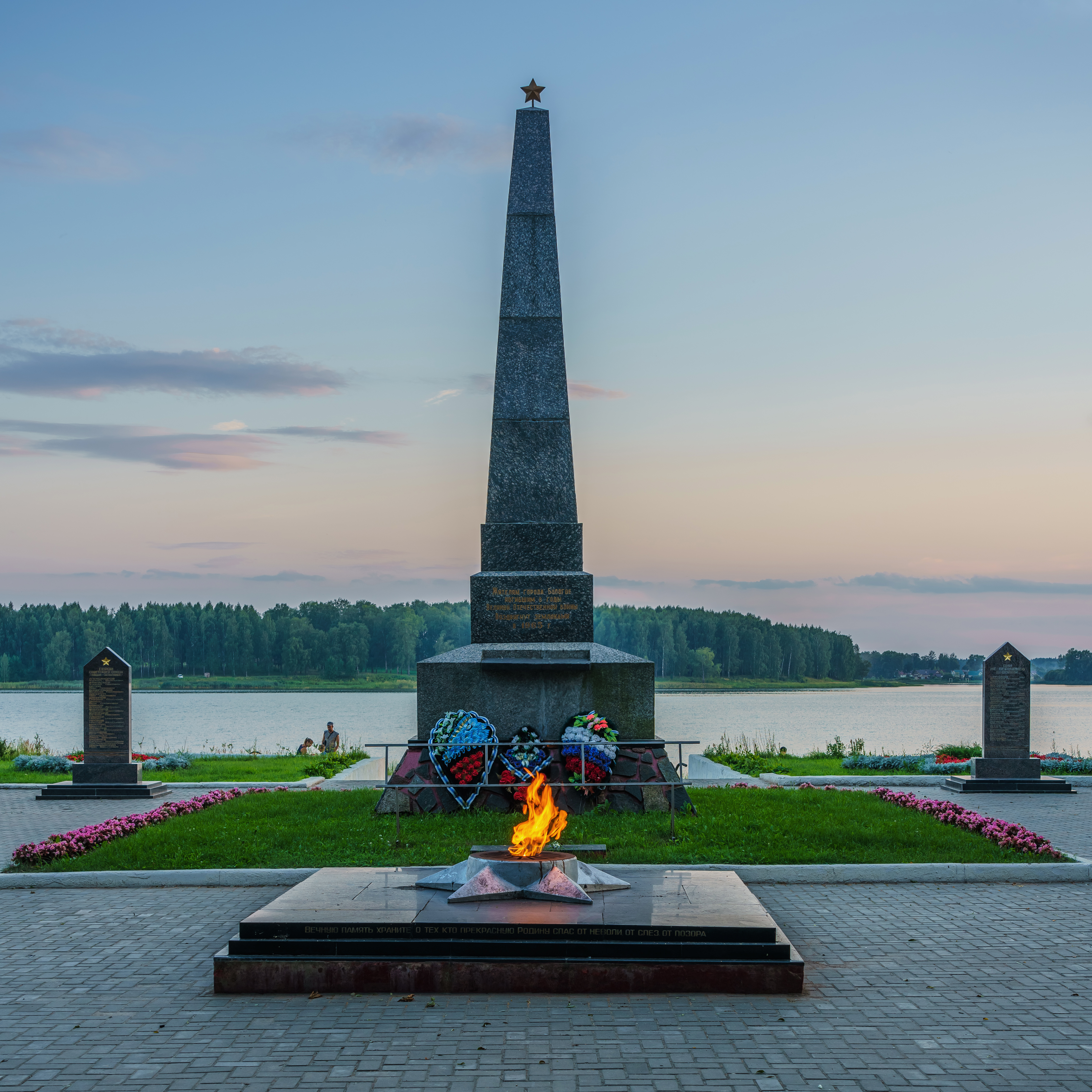
ボロゴエの慰霊碑

1970年5月、ソ連地上軍第44軍団を基幹にブリヤート共和国で再編された。 
1988年2月、部隊縮小に伴い、第57軍団に改編された。 

### ロシア陸軍

第29諸兵科連合軍章

1992年5月、ソビエト連邦の崩壊とロシアの独立で創設されたロシア陸軍に編入し、1993年に解隊された。
2010年8月、ロシア陸軍第29諸兵科連合軍としてザバイカリエ地方で再編された。
2016年、第200砲兵旅団がシリア内戦に投入された。

### ロシアのウクライナ侵攻

#### 北部・キーウ戦線

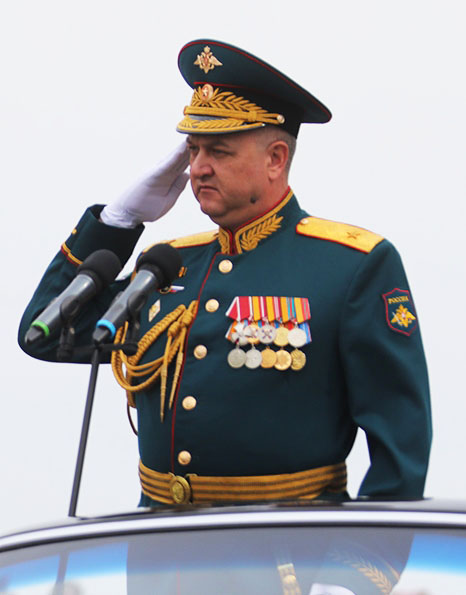
アンドレイ・コレスニコフ司令官

2022年2月24日、ロシアのウクライナ侵攻でベラルーシに配備され、第5諸兵科連合軍、第35諸兵科連合軍、第36諸兵科連合軍と共に攻勢を開始し、北部キーウ州チェルノブイリ、イヴァンキウを占領したが、アンドレイ・コレスニコフ司令官が戦死したとウクライナが発表し、4月にキーウ州から撤退した。

#### 北東部・イジューム戦線
2022年4月、北東部ハルキウ州イジューム地区に再配置され、第20親衛諸兵科連合軍、第35諸兵科連合軍、第36諸兵科連合軍、第68軍団と共に攻勢を開始したが、9月にウクライナ軍の攻勢でハルキウ州の大部分を解放されて撤退した。
2022年9月、アレクサンドル・イグナテンコ新司令官が就任した。

#### 南部・ザポリージャ戦線
2022年9月、南部ザポリージャ州メリトポリに再配置されたが、ウクライナ軍のミサイル攻撃で野戦司令部が破壊され、司令官と参謀長が負傷したとロシアの従軍記者が報告した。

#### 東部・南ドネツク戦線
2022年10月、東部ドネツィク州ヴォルノヴァーハ地区に再配置され、第68軍団、第1軍団と共にヴフレダール方面で攻勢を開始し、パウリウカを占領した。2023年2月には第36独立親衛自動車化狙撃旅団が第155独立親衛海軍歩兵旅団、第40独立海軍歩兵旅団、第14独立親衛特殊任務旅団、作戦戦闘戦術編隊カスカドと合同で攻勢を開始したが、大損害を出してヴフレダールで撃退された。
2024年3月、ウクライナ軍のミサイル攻撃で第36旅団のフセイン・ムサエフ旅団長が戦死した。

## 編制
- 第101統制旅団（チタ）
- 第36独立親衛自動車化狙撃旅団（ボルジャ）
- 第200親衛砲兵旅団
- 第3ミサイル旅団（ロシア語版）
- 第140高射ミサイル旅団（ロシア語版）
- 第104補給旅団
- 第19化学防護連隊
- 第73独立整備大隊

## 出身者
- アンドレイ・コレスニコフ
- イワン・マスレニコフ
- ロマン・クトゥーゾフ